# Saved along the way
Saved Along The Way is het achtste album van de Gentse band Absynthe Minded. De groep kondigde hun nieuwe plaat aan naar aanleiding van hun twintigjarig bestaan.  
Vanaf februari 2021 was Bert Ostyn te zien in het VTM-programma Liefde voor Muziek. De plaat bevat hun grootste klassiekers inclusief de covers gespeeld door Bert Ostyn op 'Liefde voor Muziek'. Het album kwam uit op 9 april 2021.

## Tracklist
Alle teksten zijn geschreven door Bert Ostyn, tenzij anders aangegeven. Het album bestaat uit twee delen. Het eerste onderdeel is een verzameling van hun grootste klassiekers sinds 2001. Het tweede onderdeel bevat alle covers gespeeld door Bert Ostyn op 'Liefde voor Muziek'.  

### DISC 1
| Nr. | Titel                | Duur (min) |
| --- | -------------------- | ---------- |
| 1.  | Saved Along The Way  | 3:45       |
| 2.  | Moodswing Baby       | 3:50       |
| 3.  | End of the Line      | 3:50       |
| 4.  | Beam                 | 3:39       |
| 5.  | Papillon             | 4:43       |
| 6.  | Space                | 4:05       |
| 7.  | Envoi                | 4:06       |
| 8.  | Kingpin              | 4:43       |
| 9.  | Easy                 | 5:20       |
| 10. | My Heroics, Part One | 4:35       |
| 11. | The Execution        | 2:55       |
| 12. | Mixing The Medicine  | 2:48       |
| 13. | Pretty horny flow    | 2:38       |
| 14. | Heaven knows         | 3:28       |
| 15. | I Am A Fan           | 3:03       |
| 16. | Substitute           | 2:56       |

### DISC 2
| Nr. | Titel                     | Duur (min) |
| --- | ------------------------- | ---------- |
| 1.  | Zeven Anjers, Zeven Rozen | 2:55       |
| 2.  | Horizon                   | 3:06       |
| 3.  | Worth It                  | 4:43       |
| 4.  | Off Shore                 | 2:55       |
| 5.  | Walking the Thin Line     | 3:11       |
| 6.  | YEP!                      | 2:20       |

## Personeel
- Bert Ostyn (zanger/gitaar)
- Sergej Van Bouwel (bas)
- Toon Vlerick (gitaar)
- Isolde Lasoen (drums)
- Laurens Dierickx (keys)